# Daniel Ziblatt
Daniel Ziblatt (1972) és un politòleg estatunidenc i professor d'ençà el 2018 a la Universitat Harvard amb una recerca centrada en la política comparada, la democràcia i la democratització, així com la política i la història política d'Europa occidental. És autor del llibre Conservative Parties and the Birth of Democracy. El 2018, Ziblatt va publicar How Democracies Die conjuntament amb el seu professor Steven Levitsky. El llibre examina les condicions que poden portar les democràcies a trencar-se des de dins, més que no pas a causa d'esdeveniments externs com cops d'estat militars o invasions estrangeres. How Democracies Die va rebre un elogi generalitzat de públic i crítica. Va romandre diverses setmanes a la llista de més venuts del New York Times i sis setmanes a la llista de best-sellers de no ficció del setmanari alemany Der Spiegel. Va ser reconegut com un dels millors llibres de no ficció del 2018 pel Washington Post, Time i Foreign Affairs.

## Obra publicada
- How Democracies Die, amb Steven Levitsky, Crown, 2018, NDR Kultur Sachbuchpreis 2018; Goldsmith Book Prize 2019, ISBN 9780525574538
- Conservative Parties and the Birth of Democracy, (Cambridge: Cambridge University Press, 2017, ISBN 9781107001626[4]
- Structuring the State: The Formation of Italy and Germany and the Puzzle of Federalism, (Princeton: Princeton University Press, 2006, ISBN 9780691121673